# Cassette royale

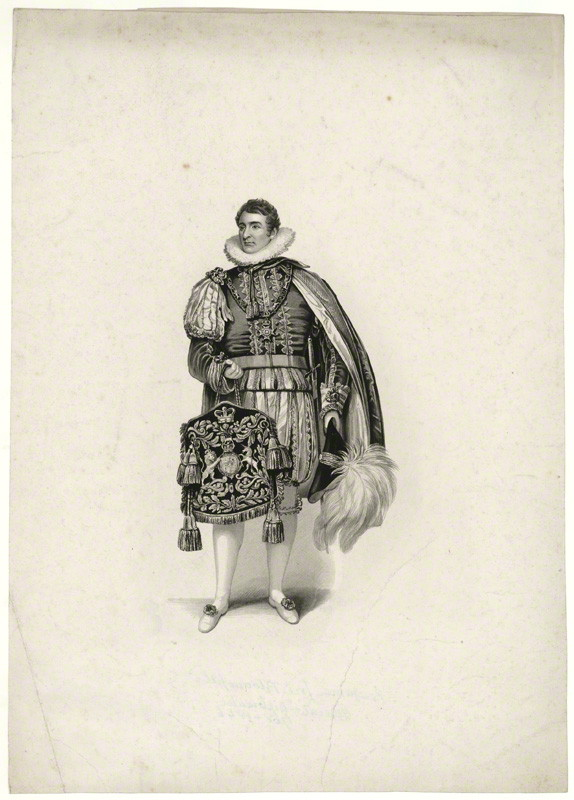
Benjamin Bloomfield (1er baron Bloomfield), gardien de la Casette Royale de Georges IV

La cassette royale est un budget accordé à un souverain (comme un roi ou un empereur) à usage privé et personnel.

## Concept
La cassette royale est un budget séparé du budget général d'un État, dédié aux dépenses du souverain. 

## Dans le monde

### France
La cassette royale naît de la distinction, sous Philippe-Auguste, entre les deniers publics et les deniers privés. La cassette permet au roi de France de dépenser un budget à sa convenance personnelle. Il s'en sert également dans une perspective de mécénat. A la fin du XVIIIe siècle, elle est mise à contribution pour financer des couvents. Sous l'Ancien Régime, la cassette est conservée dans le « cabinet de la cassette ». Elle est gérée par le trésorier de la maison du roi.
La cassette royale est un sujet de débats durant la Révolution française. 100 000 francs de la cassette sont donnés au marquis de La Fayette afin de soutenir les tentatives de soulèvement des révolutionnaires espagnols. La cassette royale réapparaît sous la Restauration, et conserve son ancien rôle. Elle permet de financer de nombreuses « pensions littéraires », par exemple à Delphine de Girardin en raison d'un poème royaliste. À la révolution de 1830 ces pensions sont supprimées.

### Royaume-Uni
La cassette royale subsiste au Royaume-Uni, sous le nom de Privy Purse. La Privy Purse est la source principale de financement du duché de Lancastre. Il comprend un portefeuille de terrains, de propriétés et d'actifs, dont la valeur s'élève à 490 millions de livres sterling en 2016. Le revenu net du duché s'élève à 17,8 millions de livres pour l'année se terminant au 31 mars 2016. Même si la royauté n'a officiellement aucun droit de regard sur son exploitation, les revenus nets lui reviennent par les droits qu'elle détient sur le duché. La reine Élisabeth II utilise régulièrement ces fonds pour les dépenses officielles des autres membres de la famille royale britannique.

### Suède
La cassette royale est en place au XIXe siècle.